# Mariam Aladji Boni Diallo

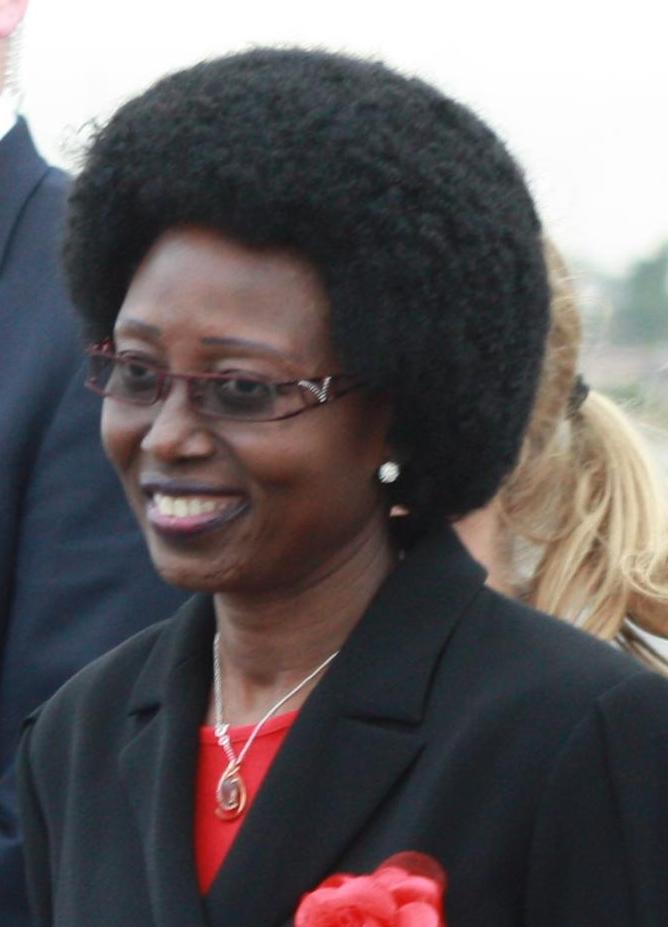
Mariam Aladji Boni Diallo vào năm 2012

Mariam Aladji Boni Diallo (sinh năm 1952) là một chính trị gia người Bénin. Bà là Bộ trưởng Bộ Ngoại giao của Benin từ ngày 10 tháng 4 năm 2006 đến 17 tháng 6 năm 2007.
Bà sinh ra ở Nikki năm 1952 và được giáo dục quốc tế. Trước khi trở thành Bộ trưởng Ngoại giao, Diallo đã là Tổng thư ký của Bộ Ngoại giao kể từ tháng 3 năm 2004. Bà là một cố vấn cho Đại sứ quán Bénin ở Đức. Bà từng là cố vấn ngoại giao cho Tổng thống Boni Yayi.